# Helmut H. Schulz
Helmut Hermann Schulz (* 26. April 1931 in Berlin; † 11. Dezember 2022 ebenda) war ein deutscher Schriftsteller.

## Leben
Helmut H. Schulz arbeitete nach dem Besuch der Oberschule im graphischen Gewerbe. Ab Mitte der 1950er Jahre publizierte er zahlreiche Aufsätze und Kurzprosa in Zeitschriften und Zeitungen der literarischen Szene in der DDR. Seit 1962 war er redaktioneller Mitarbeiter verschiedener Zeitschriften und Zeitungen, darunter die Junge Kunst, Das Magazin und das Forum. Von 1968 bis 1970 wirkte Schulz als Feature-Dramaturg im Rundfunk der DDR, von 1970 bis 1974 arbeitete er als Redaktionssekretär bei der Zeitung Forum.
Seit 1974 führte er eine Existenz als freier Schriftsteller. Erst 1978 trat er in den Schriftstellerverband der DDR ein und wechselte 1990 in den westdeutschen Verband deutscher Schriftsteller (VS), aus dem er später wieder austrat. Er lebte in Berlin, wo er am 11. Dezember 2022 starb.

## Werk
Schulz schrieb zahlreiche Romane, Erzählungen, Hörspiele und Features. Seine Erzählung Meschkas Enkel wurde für den Rundfunk als Hörspiel bearbeitet (Rundfunk der DDR 1979; Bearbeitung: Renate Apitz; Regie: Fritz Göhler) und für das Fernsehen verfilmt (DFF 1981; Regie: Klaus Gendries); Schulz’ Erzählung Der Sündenfall kam unter dem Titel Verbotene Liebe (DEFA 1990; Regie: Helmut Dziuba) in die Kinos. In Fremdsprachen übersetzt wurden seine Romane Jahre mit Camilla (1979 ins Tschechische) und Das Erbe (1984 ins Slowakische). Für den Roman Das Erbe erhielt Schulz am 23. März 1983 den Heinrich-Mann-Preis der Akademie der Künste der DDR. Nach der deutschen Wiedervereinigung konnte Schulz seine Literatur anfänglich weiter bei Hinstorff in Rostock, dann aber allmählich nur noch in weniger bekannten Verlagen unterbringen.
Seine Veröffentlichungen zeichnen sich vor allem durch eine ungemeine Dichte des Erzählten aus. Seine wiederkehrende Thematik ist der Alltag im geteilten Deutschland Mitte des 20. Jahrhunderts. So beschreibt der in der DDR in drei Auflagen erschienene Roman Dame in Weiß (1982), den Schulz auch als Filmskript bearbeitete, die Zeitgeschichte aus der Perspektive eines Heranwachsenden mit all seinen Erlebnissen etwa im alliierten Bombenkrieg, während die 1988 erschienene Sammlung von Erzählungen Zeit ohne Ende unter anderem die Geschichte widerspenstiger Jugendlicher im nationalsozialistischen Deutschland erzählt.
Nach der Wende und friedlichen Revolution in der DDR schrieb Schulz mit Die blaue Barriere (1995) einen Seefahrtsroman, der jedoch keinen kommerziellen Erfolg hatte. Darüber hinaus erschienen Biografien der Kaiserin Augusta sowie Hofberichte aus dem Hause Hohenzollern im Verlag Neues Leben, Berlin. Ab 2001 publizierte er im Berliner Nora Verlag, ab 2007 im Berliner Trafo Literaturverlag, ab 2013 im Göttinger HeRaS Verlag und 2022 auch im neurechten Verlag Antaios mit Sitz in Schnellroda.

## Ehrungen
- 1983: Heinrich-Mann-Preis der Akademie der Schönen Künste (Berlin)
- 1992: Ehrengabe der Deutschen Schillerstiftung (Weimar)

## Werke
- Der Fremde und das Dorf. Erzählung. Union Verlag, Berlin 1964, 85 S.
- Jahre mit Camilla. Roman. Verlag der Nation, Berlin 1969, 193 S., 2. Aufl. 1973, 3. Aufl. 1974, Taschenbuch 1986.
- Abschied vom Kietz. Verlag der Nation, Berlin 1972, 200 S., 2. Aufl. 1975, 3. Aufl. 1977, 4. Aufl. 1983.
- Der Springer. Verlag der Nation, Berlin 1976, 352 S.
- Roky s Kamilou [d. i. Jahre mit Camilla. Übersetzt von Jana Pecharová.] Melantrich, Prag 1976, 140 S.
- Alltag im Paradies. Erzählungen. Hinstorff Verlag, Rostock 1977, 233 S., 2. Aufl. 1979.
- Spätsommer. Zwei Erzählungen. Hinstorff Verlag, Rostock 1979, 175 S.
- Das Erbe. Roman einer Familie. Verlag der Nation, Berlin 1981, 532 S., 2. Aufl. 1982.
- Dame in Weiß. Roman. Hinstorff Verlag, Rostock 1982, 567 S., 2. Aufl. 1983, 3. Aufl. 1986.
- Meschkas Enkel. Drei Erzählungen. Mit Illustrationen von Hartwig Hamer. Hinstorff Verlag, Rostock 1982, 253 S., 2. Aufl. 1985.
- Dedičstvo. Rodinný román. (d. i. Das Erbe, übersetzt von Milan Žitný) Smena, Bratislava/Preßburg 1984 (Edícia Máj), 481 S.
- Stunde nach Zwölf. Erzählungen. Mit Pinselzeichnungen von Joachim John. Hinstorff Verlag, Rostock 1985, 115 S.
- Der Sündenfall. Zwei Erzählungen. Verlag der Nation, Berlin 1988, 149 S., 2. Aufl. 1990.
- Zeit ohne Ende. Drei Berichte über eine Jugend. Hinstorff Verlag, Rostock 1988, 143 S.
- Götterdämmerung. Erzählung. Verlag Neues Leben, Berlin 1990, 159 S.
- Das Ende der „Clara“. Seglergeschichten. Hinstorff Verlag, Rostock 1995, 152 S.
- Briefe aus dem Grand Hotel vom 4. November zum 18. März. Eine Evidenz aus Zeitung und Fernsehen. Verlagshaus Gotthardt, Berlin 1995, 187 S.
- Die blaue Barriere. Roman aus dem Fischland Hinstorff, Rostock 1995, 222 S.
- Glanz und Elend der Friedrich Wilhelms. Hofberichte. Verlag Neues Leben, Berlin 1996, 299 S.
- Die Kaiserin Augusta. Ihre Ehe mit Wilhelm I. Verlag Neues Leben, Berlin 1996, 317 S.
- Die Vergessenen. Verlag Neues Leben, Berlin 1999.
- Der Hades der Erwählten. Eine deutsche Biographie. Nora, Berlin 2001, 299 S.
- Erzählungen aus drei Jahrzehnten. Band 1. trafo Literaturverlag 2007, ISBN 978-3-89626-747-4.
- Erzählungen aus drei Jahrzehnten. Band 2. trafo Literaturverlag 2008, ISBN 978-3-89626-788-7.
- Friedrich Nicolai, Biografische Notizen. E-Book, HeRaS Verlag, Göttingen 2013.
- Täter und Opfer, Funktionärsschicksale aus den Kindertagen der DDR. E-Book, HeRaS Verlag, Göttingen 2013.
- Perfekte Verbrechen ohne Verfolgung. Kriminalerzählungen, E-Book, HeRaS Verlag, Göttingen 2013.
- Berichte von der Reichstagstribüne. E-Book, HeRaS Verlag, Göttingen 2013.
- Stunde nach Zwölf. Zeit ohne Ende. Erzählungen. Reihe Mäander, Band VI, Verlag Antaios, Schnellroda 2022.
- Stadelhoffs Erben. Ein deutsches Dilemma. Band I. trafo Literaturverlag, Berlin 2022, ISBN 978-3-86465-171-7.
- Stadelhoffs Erben. Ein deutsches Dilemma. Band II. trafo Literaturverlag, Berlin 2022, ISBN 978-3-86465-172-4.
- Das deutsche Haus. Jagdszenen aus Deutschland. trafo Literaturverlag, Berlin 2022, ISBN 978-3-86465-177-9.

## Hörspiele
- 1970: Autorenkollektiv (Koautor): Gespräche an einem langen Tag – Regie: Detlef Kurzweg (Hörspiel – Rundfunk der DDR)
- 1984: Poet und Pedant – Regie: Uwe Haacke (Kinderhörspiel, 5 Teile – Rundfunk der DDR)